# Пачу
Пачу (рос. Пачу) — село у Ножай-Юртовському районі Чечні Російської Федерації.
Населення становить 281 особу. Входить до складу муніципального утворення Бенойське сільське поселення.

## Історія
Згідно із законом від 20 лютого 2009 року органом місцевого самоврядування є Бенойське сільське поселення.

## Населення
| 1990 | 2002 | 2010 |
| ---- | ---- | ---- |
| 255  | ↘75  | ↗281 |